# 前卫与媚俗
《前卫与媚俗》（英語：Avant-Garde and Kitsch）是1939年克莱门特·格林伯格发表的一篇文章，该文首次发表在《党派评论》，他在文中声称，前衛和现代主义艺术是抵制由消費主義导致的文化“低能化”的一种手段。
“kitsch”（媚俗）一词自1860或1870年代起在德国的街头市场为人们使用。

## 核心思想
格林伯格认为，前卫是为了捍卫美学标准免受资本主义社会的大规模生产所造成的品味下降的影响，因此认为媚俗与艺术是对立的。
他更具争议性的主张之一是，媚俗等于學院藝術：“一切媚俗文化都是学院的，反之，一切学院都是媚俗的。”他提出这点是基于以下的事实：学院艺术，例如19世纪的学术艺术，高度集中于教导的规则和表述，并试图使艺术成为易学和易于表达的东西。后来，由于受到广泛批评，他不再将两者等同。

## 资料来源
- Greenberg, Clement. Art and Culture. Beacon Press, 1961
- Greenberg, Clement. Homemade Esthetics: Observations on Art and Taste. Oxford University Press, 1999.
- Rubenfeld, Florence. Clement Greenberg: A Life. Scribner, 1997.